# Alessandro Cortini
Alessandro Cortini (Bologna, 24 maggio 1976) è un polistrumentista, compositore e produttore discografico italiano.
Nel 2020 è stato introdotto nella Rock and Roll Hall of Fame, primo musicista italiano nella lista, in qualità di membro dei Nine Inch Nails.

## Biografia
Nato a Bologna ma cresciuto a Forlì, arriva a Los Angeles nel 1998 per studiare chitarra al Musicians Institute di Hollywood. Lo stesso anno fonda un suo gruppo, i modwheelmood, insieme al chitarrista Pelle Hillström. Dopo essersi diplomato, insegna per un breve periodo e concentra le sue attenzioni su tastiere e sintetizzatori. Nel corso degli anni collabora con The Mayfield Four, Everclear, Puscifer, Marnie e Ladytron. Ad oggi è membro permanente dei gruppi musicali Nine Inch Nails e How to Destroy Angels.
Nel 2005 partecipa ad un'audizione della band industrial rock Nine Inch Nails, impressionando il frontman Trent Reznor, che lo sceglie per suonare le tastiere e i sintetizzatori nel tour dello stesso anno: Live: With Teeth. Questa esperienza termina il 13 dicembre 2008, quando lo stesso Cortini annuncia l'uscita dalla band per dedicarsi a progetti personali.
Nel 2008 collabora con Lorenzo Jovanotti suonando i sintetizzatori nel suo album Safari. Nel 2009 pubblica un EP con il suo progetto solista Blindoldfreak, 1 nel quale compone principalmente con un Buchla 200e.
Sempre nel 2009, sostituisce Morgan Nicholls, turnista del gruppo musicale Muse, per un breve periodo del tour.
Nel 2010 comincia un altro progetto electronic-alternative rock solista, SONOIO, pubblicando il primo album Blue lo stesso anno, seguito dal secondo album Red nel 2011. Ad entrambi gli album sono seguiti due album di remix intitolati NON (Blue) e NON (Red).
Durante il 2012 compone con un Buchla Music Easel tre LP; il primo, ACMN 1&2 uscirà lo stesso anno, mentre gli ultimi due, Forse, vol. 1 e Forse vol. 2 usciranno nel corso del 2013.
Cortini condivide con Reznor i diritti su molti brani presenti nell'album Ghosts I-IV e appare nei video musicali dei Nine Inch Nails The Hand That Feeds e Survivalism.
Nel 2013 rientra a far parte della line-up dei Nine Inch Nails, contribuendo attivamente, oltre che per sintetizzatori e tastiere, anche a basso e voce.
Nel 2014 pubblica su Hospital Productions Sonno, inoltre battezza il suo approccio alla musica techno pubblicando, sotto lo pseudonimo di Skarn, l'EP Revolver sull'etichetta Berlino-londinese Avian.
Nel 2015 pubblica Forse vol. 3 e Risveglio in vinile per la Hospital Productions e nel 2016 esce Spie per la Make Noise Records.
Nel 2017 pubblica Avanti, album nato dopo il ritrovamento presso casa dei propri genitori di alcuni filmati dove lo ritraggono ancora bambino insieme a suoi familiari. Nel 2018 si divide tra gli impegni con i Nine Inch Nails e la sua ultima opera che propone live insieme alla proiezione dei filmati riguardanti la sua infanzia.

## Discografia

### Nine Inch Nails
- 2007 - Beside You in Time (live)
- 2007 - Year Zero
- 2008 - Ghosts I-IV
- 2008 - The Slip
- 2013 - Hesitation Marks

### Jovanotti
- 2008 - Safari

### modwheelmood
- 2003 - ? (EP)
- 2006 - Enemies & Immigrants (EP)
- 2007 - Things Will Change
- 2007 - Pearls to Pigs, vol. 1 (EP)
- 2008 - Pearls to Pigs, vol. 2 (EP)
- 2008 - Pearls to Pigs, vol. 3 (EP)
- 2009 - Pearls to Pigs

### The Mayfield Four
- 2001 - Second Skin

## Progetti personali

### Alessandro Cortini
- 2013 - ACMN 1&2 (vinile 7")
- 2013 - Forse, vol. 1 (LP, Important Records)
- 2013 - Forse, vol. 2 (LP, Important Records)
- 2014 - Sonno (Hospital Productions)
- 2015 - Forse, vol. 3 (LP, Important Records)
- 2015 - Risveglio (LP, Hospital Productions)
- 2015 - Live at Nuit Noire IX (cassetta, Mount Analog)
- 2016 - Spie (Make Noise Records)
- 2017 - Avanti (The Point of Departure Recording Company)
- 2019 - VOLUME MASSIMO
- 2021 - SCURO CHIARO

### SONOIO
- 2010 - Blue
- 2010 - NON Blue
- 2011 - Red
- 2011 - NON Red
- 2011 - Scientist (vinile 7" singolo, edizione limitata)
- 2011 - Sonoio Blue Demos
- 2018 - Fine

### Blindoldfreak
- 2009 - 1 (Modular Brain)

### Skarn
- 2014 - Revolver (12" e cassetta, Avian)

### Slumberman
- 2014 - Mono Acidic (12", Panzerkreuz Records)

## Collaborazioni
Muse
- 2012 - The 2nd Law

How to Destroy Angels
- 2013 - We Fade Away (singolo album Welcome Oblivion)

Puscifer
- 2007 - "V" Is for Vagina
- 2011 - Conditions of My Parole

Ladytron
- 2008 - Velocifero
- 2008 - Ghosts (singolo, remix)
- 2011 - Gravity the Seducer
- 2011 - Transparent Days (singolo, remix)

Marnie
- 2013 - We Are the Sea

Christina Aguilera
- 2010 - Birds of Prey (singolo album Bionic deluxe ed.)

M83
- 2011 - Mirror
- 2011 - Hurry Up, We're Dreaming

The Duke Spirit
- 2012 - Cherry Tree (singolo remix, album Bruiser)

Yoav
- 2008 - Adore Adore (singolo remix, album Charmed and Strange)
- 2008 - Beautiful Lie (singolo remix, album Charmed and Strange)